# Muzeul de Etnografie „Samuil și Eugenia Ioneț” din Rădăuți
Muzeul Etnografic „Samuil și Eugenia Ioneț” din Rădăuți este un muzeu cu specific etnografic (artă populară bucovineană) înființat în anul 1934 în orașul Rădăuți (județul Suceava). El a fost fondat la inițiativa unui grup de intelectuali locali, purtând inițial denumirea de "Muzeul de Antichități și Etnografie". Acesta este cel mai vechi muzeu etnografic din Moldova.
Muzeul prezintă ocupațiile tradiționale, portul popular din nordul României, țesături, scoarțe, traiste, cusături și broderii pe pieptare albe din blănițe de miel și pe pânză, lucrate cu gust și artă fină, sculpturi în lemn, obiecte de ceramică etc. Se remarcă obiectele de ceramică neagră de Marginea și de ceramică de Kuty, precum și colecția de ouă încondeiate.

## Istoric
În anul 1920 s-a început colectarea primelor obiecte pentru dotarea noii unități muzeale. Prima expoziție a fost deschisă în anul 1926 de către soții Samuil și Eugenia Ioneț și cuprindea o colecție bogată de obiecte aduse de cei doi învățători din satele Bucovinei. Expoziția a avut loc în locuința familiei, iar ulterior s-a mutat în școala unde Samuil Ioneț a fost director în anii 1928-1933 (actuala Școală Generală Nr.4 din Rădăuți).
Deschiderea oficială a muzeului s-a făcut în aprilie 1934, iar sediul s-a stabilit în clădirea actualei primării. Colecția inițială conținea numeroase obiecte donate de familia Ioneț și a crescut în timp, ajungând în 1944 la circa 10.000 de obiecte. Întreaga colecție s-a pierdut însă în perioada războiului, fiind confiscată de Armata Sovietică. O parte din colecții se află în prezent la Muzeul Etnografic din Chișinău.
În anul 1948, Muzeul Etnografic de la Rădăuți a fost redeschis de către Samuil Ioneț și Vasile Fundu (colaborator al muzeului din 1937).
În 1970 muzeul se mută în locația actuală, aflată în centrul orașului. Clădirea în care funcționează acum a fost construită în 1860 și este declarată monument de arhitectură. Actuala expoziție a fost deschisă în anul 1976 și este bazată pe tehnicile populare din Bucovina.
În prezent, muzeul poartă numele întemeietorilor lui, având denumirea de Muzeul de Etnografie "Samuil și Eugenia Ioneț" - Rădăuți.

## Patrimoniul muzeal
Patrimoniul muzeului a ajuns în timp la o colecție impresionantă de aproximativ 8.000 de piese muzeografice, organizate în 13 colecții. Dintre acestea, 1.000 de obiecte sunt expuse în permanență în 11 săli, ocupând un spațiu de aproximativ 900 m², iar restul sunt păstrate în 4 depozite. 
Muzeul deține impresionante colecții de cărți vechi și manuscrise, picturi, icoane, ceramică, obiecte și instrumente muzicale, ouă încondeiate, podoabe, țesături și piese de port popular specifice zonei Bucovina, precum și o bibliotecă cu peste 4.000 de volume.
De o importanță foarte mare și o valoare inestimabilă sunt colecțiile de tipărituri vechi, dintre care 35 aparțin patrimoniului național, fiind scrise în limbile greacă, latină, germană sau slavă veche. Printre cele mai valoroase manuscrise se numără: "Octoih" din 1776 și 1778, "Molitfelnic" din 1815, "Adunarea cazaniilor" din 1793, "Evanghelia" din 1918 sau "Biblia de la Blaj", tipărită în 1795. O altă piesă de mare importanță este o icoană care a aparținut domnitorului Alexandru Ioan Cuza și care ilustrează încoronarea Fecioarei Maria.
Muzeul mai deține o pinacotecă de 3.000 de picturi de șevalet în ulei, icoane din secolele XVIII-XIX, o colecție de 1.000 de obiecte de lemn reprezentând unelte și ustensile casnice sau piese de mobilier, precum și o colecție de peste 1.000 de veșminte populare, datând din perioada primului război mondial și a doua jumătate a secolului al XIX-lea.
De asemenea, sunt prezentate principalele îndeletniciri tradiționale bucovinene: olăritul (roți ale olarului, cuptoare de ars oale, exponate ceramice de Marginea, Rădăuți, Kuty, Păltinoasa și Dolhești), țesătoria (prelucrarea fibrelor vegetale de in și cânepă, prelucrarea lânii, procesul de colorare prin mijloace vegetale), sumănăritul și cojocăritul. Sunt expuse o serie de instalații tehnice populare: oloinițe, piua pentru sumane de la Rădăuți, râșniță și moară de mână, vânturătoare, piuă pentru desfăcat porumb, pive pentru frâu etc.